# Veddige-Kungsäters församling
Veddige-Kungsäters församling är en församling i Varbergs och Falkenbergs kontrakt i Göteborgs stift och Varbergs kommun. Församlingen utgör ett eget pastorat.

## Administrativ historik
Församlingen bildades 2012 genom en sammanslagning av Veddige församling och Kungsäters församling.

## Kyrkobyggnader
- Sällstorps kyrka
- Veddige kyrka
- Ås kyrka
- Grimmareds kyrka
- Karl Gustavs kyrka
- Kungsäters kyrka
- Gunnarsjö kyrka